# Émetteur des Hauts Saumons

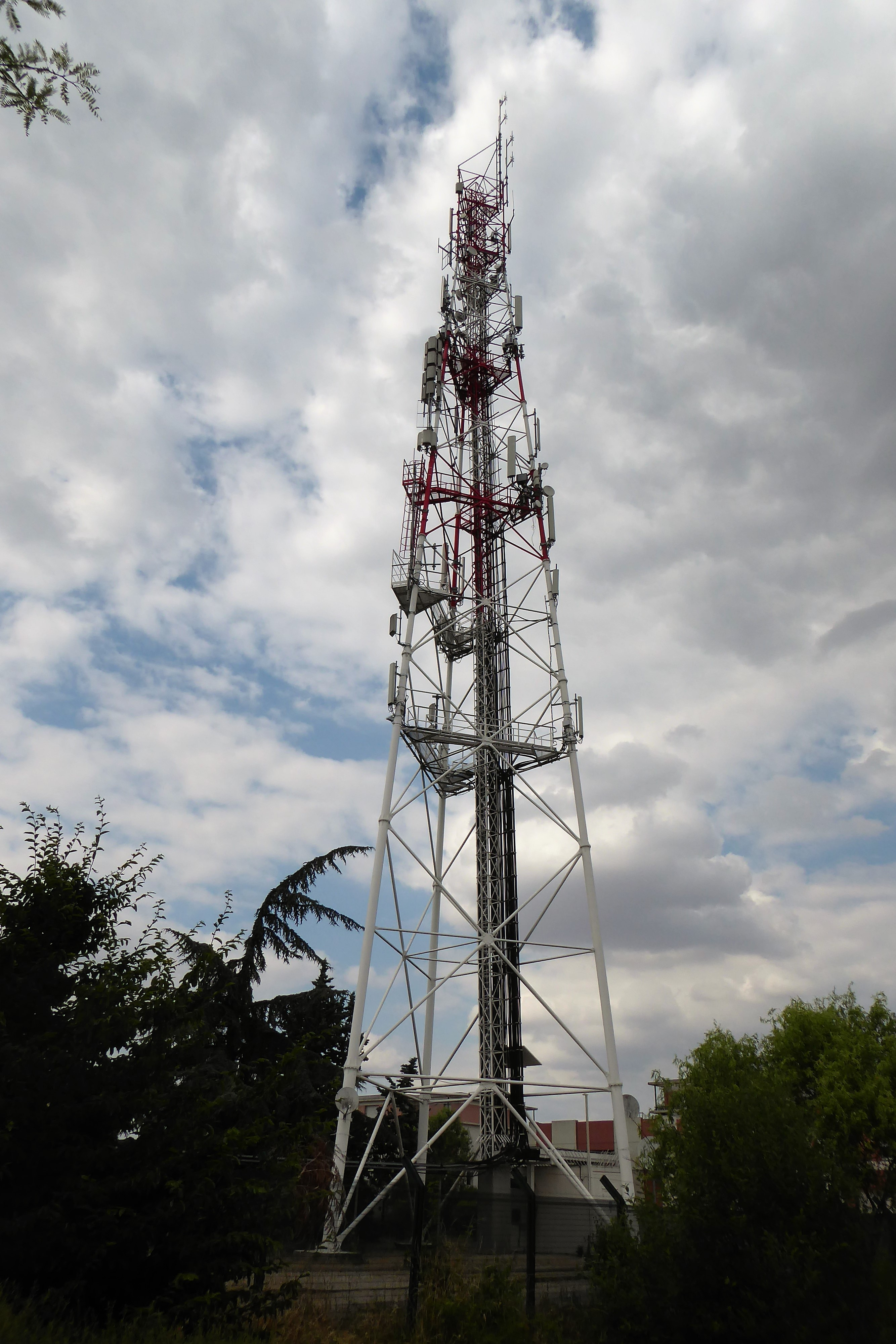
L'émetteur des Hauts Saumons, rue Jules Courtois, Chartres, Eure-et-Loir.

L'émetteur des Hauts Saumons est un site de diffusion de stations de radios FM et de chaînes de la TNT ainsi que d'ondes pour la téléphonie mobile et d'autres transmissions privées, situé au nord de Chartres, dans le département d'Eure-et-Loir. C'est un réémetteur local de télévision dont le but est de couvrir les zones d'ombre causées par l'émetteur de Montlandon, et le principal émetteur de radios diffusant sur l'agglomération chartraine (il dispose de 90 % des émetteurs FM sur Chartres). Son exploitant est l'opérateur TDF (Télédiffusion de France). Il est constitué d'un pylône autostable de 72 mètres de haut.

## Télévision

### Analogique
L'émetteur des Hauts Saumons a cessé la diffusion des chaînes en analogique le 19 octobre 2010, comme partout dans la région Centre-Val de Loire et en Poitou-Charentes.
| Chaîne          | Canal | Puissance (PAR) |
| --------------- | ----- | --------------- |
| TF1             | 65H   | 450 W           |
| France 2        | 62H   | 450 W           |
| France 3 Centre | 59H   | 450 W           |
| Canal+          | 9H    | 185 W           |
| France 5 / Arte | 57H   | 450 W           |
| M6              | 26H   | 450 W           |

### Numérique
Les multiplexes sont émis aux Hauts Saumons avec les mêmes canaux qu'à Montlandon.
| Multiplex | LCN              | Chaînes                                                                             | Canal | Puissance (PAR) | Diffuseur |
| --------- | ---------------- | ----------------------------------------------------------------------------------- | ----- | --------------- | --------- |
| R1        | 2 3 14 27 32     | France 2 France 3 Centre-Val de Loire France 4 France Info France 3 Basse-Normandie | 47H   | 85 W            | TDF       |
| R2        | 8 15 16 17 18    | C8 BFM TV CNews CStar Gulli                                                         | 21H   | 47 W            | Towercast |
| R3        | 4 26 41 42 43 45 | Canal+ LCI Paris Première Canal+ Sport Canal+ Cinéma(s) Planète+                    | 43H   | 76 W            | Towercast |
| R4        | 5 6 7 9 22       | France 5 M6 Arte W9 6ter                                                            | 40H   | 76 W            | Towercast |
| R6        | 1 10 11 12 13    | TF1 TMC TFX NRJ 12 LCP                                                              | 44H   | 81 W            | Towercast |
| R7        | 20 21 23 24 25   | TF1 Séries Films L'Équipe RMC Story RMC Découverte Chérie 25                        | 31H   | 62 W            | Towercast |

## Radio FM
L'émetteur des Hauts Saumons diffuse la plupart des radios autorisées sur Chartres. En plus des radios privées, il émet 2 radios publiques à couverture locale,.
| Fréquence | Station                  | Catégorie | Puissance | RDS (PS) |
| --------- | ------------------------ | --------- | --------- | -------- |
| 88.7      | Rire et Chansons         | D         | 1 kW      | _RIRE_&_ |
| 90.5      | Nostalgie                | D         | 1 kW      | NOSTALGI |
| 91.1      | Intensité                | B         | 1 kW      | INTENSIT |
| 94.1      | Jazz Radio               | D         | 1 kW      | J_A_Z_Z_ |
| 95.3      | RMC                      | E         | 1 kW      | _RMC____ |
| 96.1      | Skyrock                  | D         | 1 kW      | SKYROCK_ |
| 96.7      | Chante France            | B         | 1 kW      | CHANTE_F |
| 97.3      | France Bleu Paris Région | Public    | 4 kW      | __BLEU__ |
| 98.7      | Radio Classique          | D         | 1 kW      | CLASSIQ_ |
| 99.8      | RTL                      | E         | 1 kW      | __RTL___ |
| 100.4     | NRJ                      | D         | 1 kW      | __NRJ___ |
| 102.5     | Europe 1                 | E         | 1 kW      | EUROPE_1 |
| 103.3     | Virgin Radio Chartres    | C         | 1 kW      | _VIRGIN_ |
| 104.1     | RFM                      | D         | 1 kW      | __RFM___ |
| 104.5     | Radio Courtoisie         | A         | 1 kW      | COURTOIS |
| 104.9     | Fun Radio                | D         | 1 kW      | __F_U_N_ |
| 105.3     | Chérie FM Eure-et-Loir   | C         | 1 kW      | CHERIEFM |
| 105.7     | France Info              | Public    | 4 kW      | __INFO__ |
| 106.1     | RTL2                     | D         | 1 kW      | __RTL2__ |

## Téléphonie mobileet autres transmissions[6],[7]
| Opérateur        | 2G  | 3G  | 4G  | FH  |
| ---------------- | --- | --- | --- | --- |
| Orange           | Oui | Oui | Oui | Oui |
| SFR              | Oui | Oui | Oui | Oui |
| Bouygues Telecom | Oui | Oui | Oui | Oui |
| Free             | Non | Oui | Oui | Non |

- E*Message (Radiomessagerie) : RMU-POCSAG
- IFW (opérateur WiMAX) : boucle locale radio de 3 GHz.
- TDF : faisceau hertzien

## Photos
- Sur tvignaud (consulté le 19 avril 2017).